# Pokrzywnica (gemeente)
De gemeente Pokrzywnica is een landgemeente in het Poolse woiwodschap Mazovië, in powiat Pułtuski.
De zetel van de gemeente is in Pokrzywnica.
Op 30 juni 2004 telde de gemeente 4734 inwoners.

## Oppervlakte gegevens
In 2002 bedroeg de totale oppervlakte van gemeente Pokrzywnica 120,99 km², waarvan:
- agrarisch gebied: 74%
- bossen: 11%

De gemeente beslaat 14,6% van de totale oppervlakte van de powiat.

## Demografie
Stand op 30 juni 2004:
| Omschrijving                   | Totaal | Totaal | Vrouwen | Vrouwen | Mannen | Mannen |
| ------------------------------ | ------ | ------ | ------- | ------- | ------ | ------ |
| eenheid                        | aantal | %      | aantal  | %       | aantal | %      |
| inwoners                       | 4734   | 100    | 2336    | 49,3    | 2398   | 50,7   |
| bevolkingsdichtheid (inw./km²) | 39,1   | 39,1   | 19,3    | 19,3    | 19,8   | 19,8   |

In 2002 bedroeg het gemiddelde inkomen per inwoner 1241,78 zł.

## Administratieve plaatsen (sołectwo)
Budy Obrębskie, Budy Ciepielińskie, Budy Pobyłkowskie, Ciepielin, Dzbanice, Dzierżenin, Gzowo, Karniewek, Kępiaste, Klaski, Koziegłowy, Łępice, Łosewo, Łubienica, Łubienica-Superunki, Mory, Murowanka, Nowe Niestępowo (z wsią Niestępowo Włościańskie tworzy sołectwo Niestępowo), Obręb, Obrębek, Olbrachcice, Piskornia, Pobyłkowo Duże, Pobyłkowo Małe, Pogorzelec, Pokrzywnica, Pomocnia, Strzyże, Świeszewo, Trzepowo, Witki, Wólka Zaleska, Zaborze.

## Aangrenzende gemeenten
Pułtusk, Serock, Winnica, Zatory